# Infezione opportunistica
Un'infezione opportunistica è un'infezione causata da patogeni (batteri, virus, funghi o protozoi) in organismi caratterizzati da un sistema immunitario compromesso.
Alcune cause di immunodeficienza o di immunosoppressione possono essere:
- malnutrizione
- infezioni ricorrenti
- terapie immunosoppressive per riceventi di organi
- chemioterapia
- infezione da HIV e AIDS
- predisposizione genetica
- danni ai tessuti tegumentari
- trattamenti antibiotici
- gravidanza
- esposizione a radiazioni